# Метрополітен Наґої
Метрополітен Наґої — система ліній метро в місті Наґоя, Айті, Японія.

## Історія
Початкова ділянка відкрита у 1957 році складалася з 3 станцій та 2,4 км. Наґоя стала третім містом в Японії після Токіо та Осаки де відкрився метрополітен.

## Лінії
Шість ліній в метро, 89,1 кілометрів, 83 станції.
Лінії метро в місті відрізняються різною шириною колії та різним способом живлення потягів.

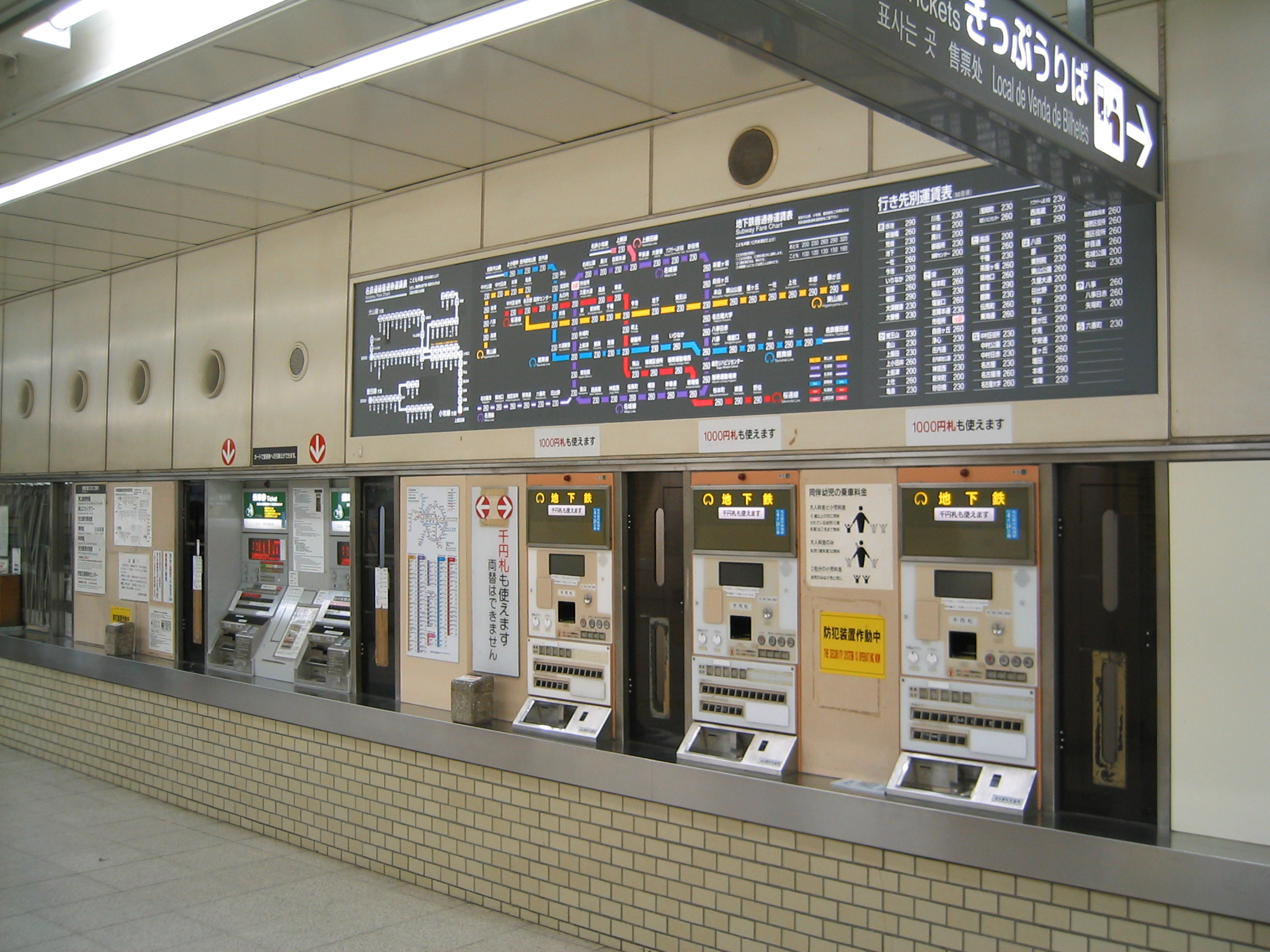
Автомати для продажу квитків на станції «Сякусьо».

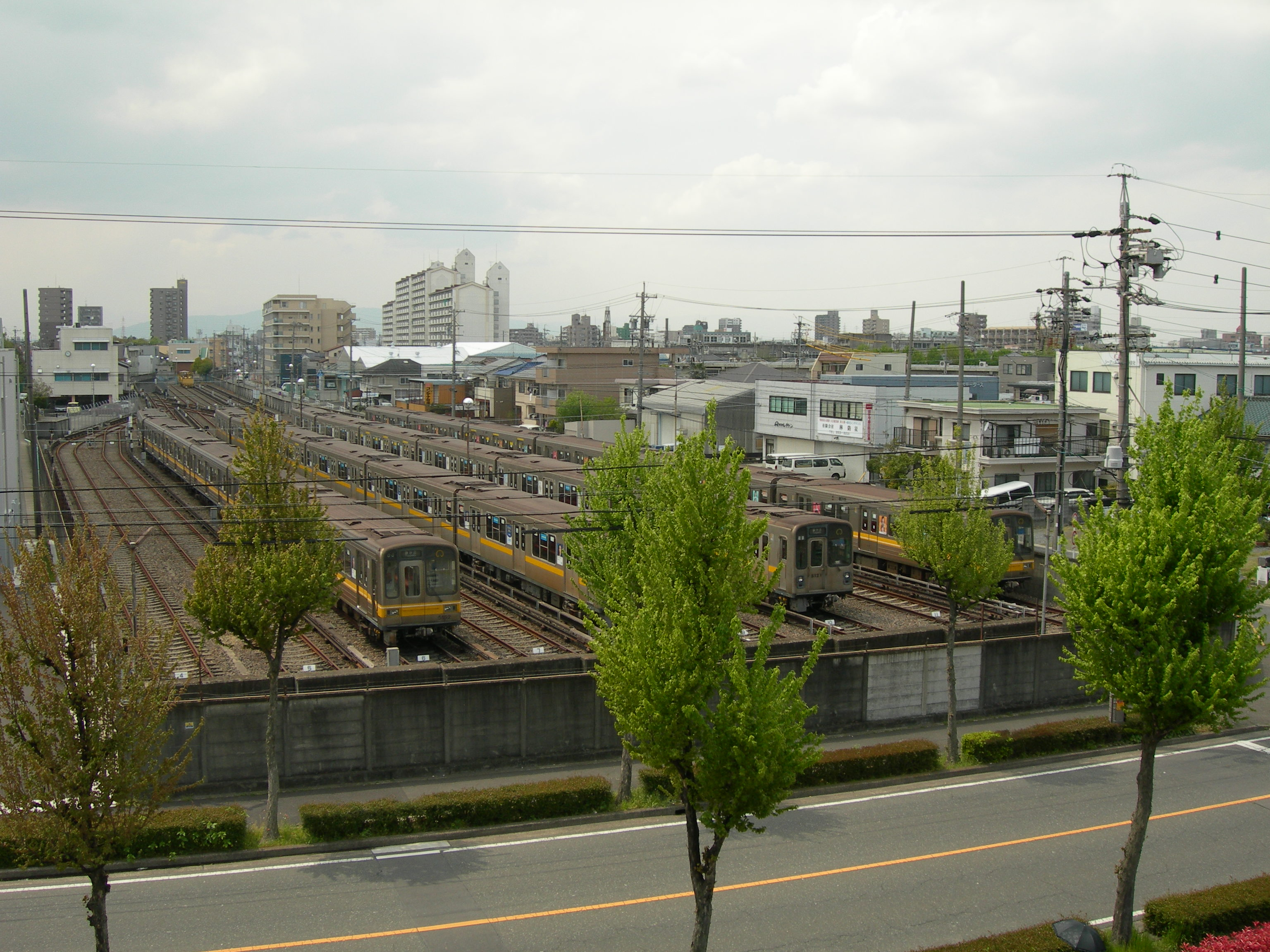
Електродепо «Takabata»

| №                   | Дата відкриття    | Останнє продовження | Кількість станцій | Кінцеві станції                  | Довжина в км | Кількість підземних станцій | Ширина колії | Спосіб живлення  |
| ------------------- | ----------------- | ------------------- | ----------------- | -------------------------------- | ------------ | --------------------------- | ------------ | ---------------- |
| Лінія «Higashiyama» | 15 листопада 1957 | 1982                | 22                | «Takabata»—«Fujigaoka»           | 20,6         | 19                          | 1435 мм      | Контактна рейка  |
| Лінія «Meijō»       | 15 жовтня 1965    | 2004                | 28                | «Kanayama»—«Nishi Takakura»      | 26,4         | 28                          | 1435 мм      | Контактна рейка  |
| Лінія «Meikō»       | 29 березня 1971   | —                   | 7                 | «Kanayama»—«Nagoyakō»            | 6            | 7                           | 1435 мм      | Контактна рейка  |
| Лінія «Tsurumai»    | 18 березня 1977   | 1993                | 20                | «Kami-Otai»—«Akaike»             | 20,4         | 19                          | 1067 мм      | Контактна мережа |
| Лінія «Sakura-dōri» | 10 вересня 1989   | 2011                | 21                | «Nakamura Kuyakusho»—«Tokushige» | 19,1         | 21                          | 1067 мм      | Контактна мережа |
| Лінія «Kamiiida»    | 27 березня 2003   | —                   | 2                 | «Kamiiida»—«Heian-dōri»          | 0,8          | 2                           | 1067 мм      | Контактна мережа |

## Режим роботи
- Метрополітен працює з 5:30 до 0:30.

## Інші лінії
- Лінія Аонамі — приватна лінія відкрита 6 жовтня 2004 року, довжиною 15,2 км з 11 станціями.[5]
- Лінія Лінімо — приватна лінія відкрита 6 березня 2005 року для Всесвітньої виставки довжиною 8,9 км з 9 станціями.[6]

## Галерея

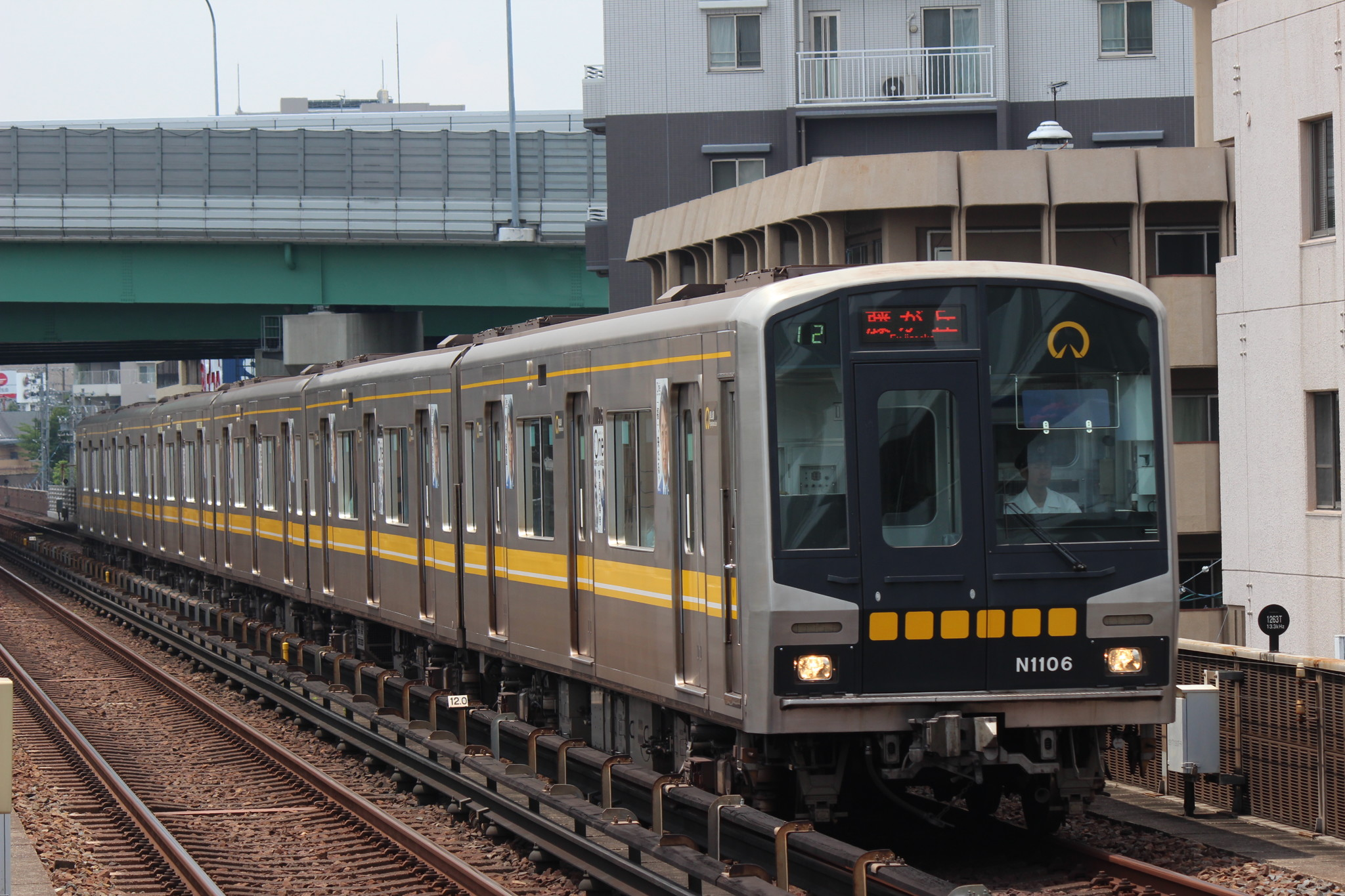
Потяг на лінії «Higashiyama»
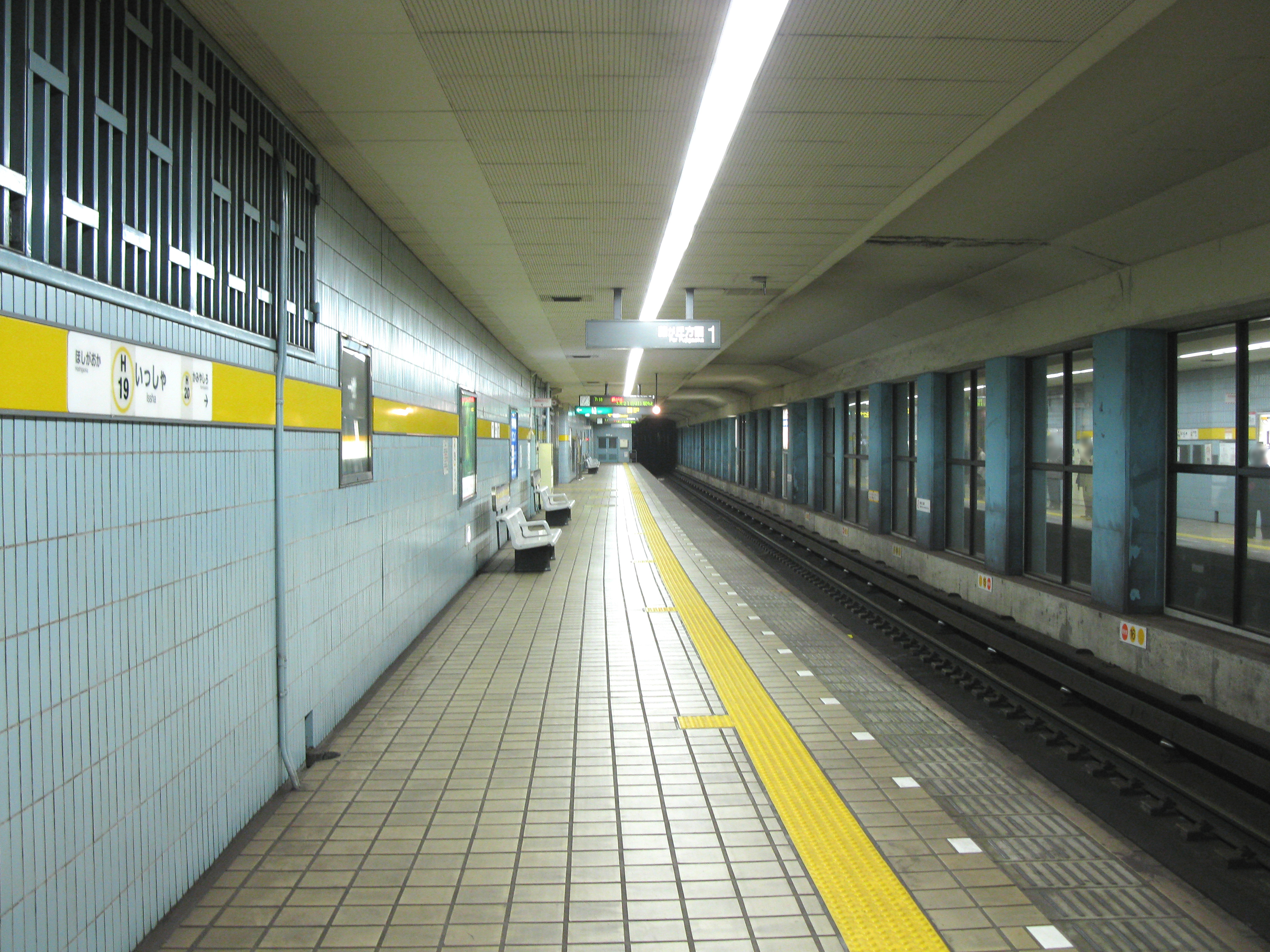
Платформа станції «Issha», Лінія «Higashiyama»
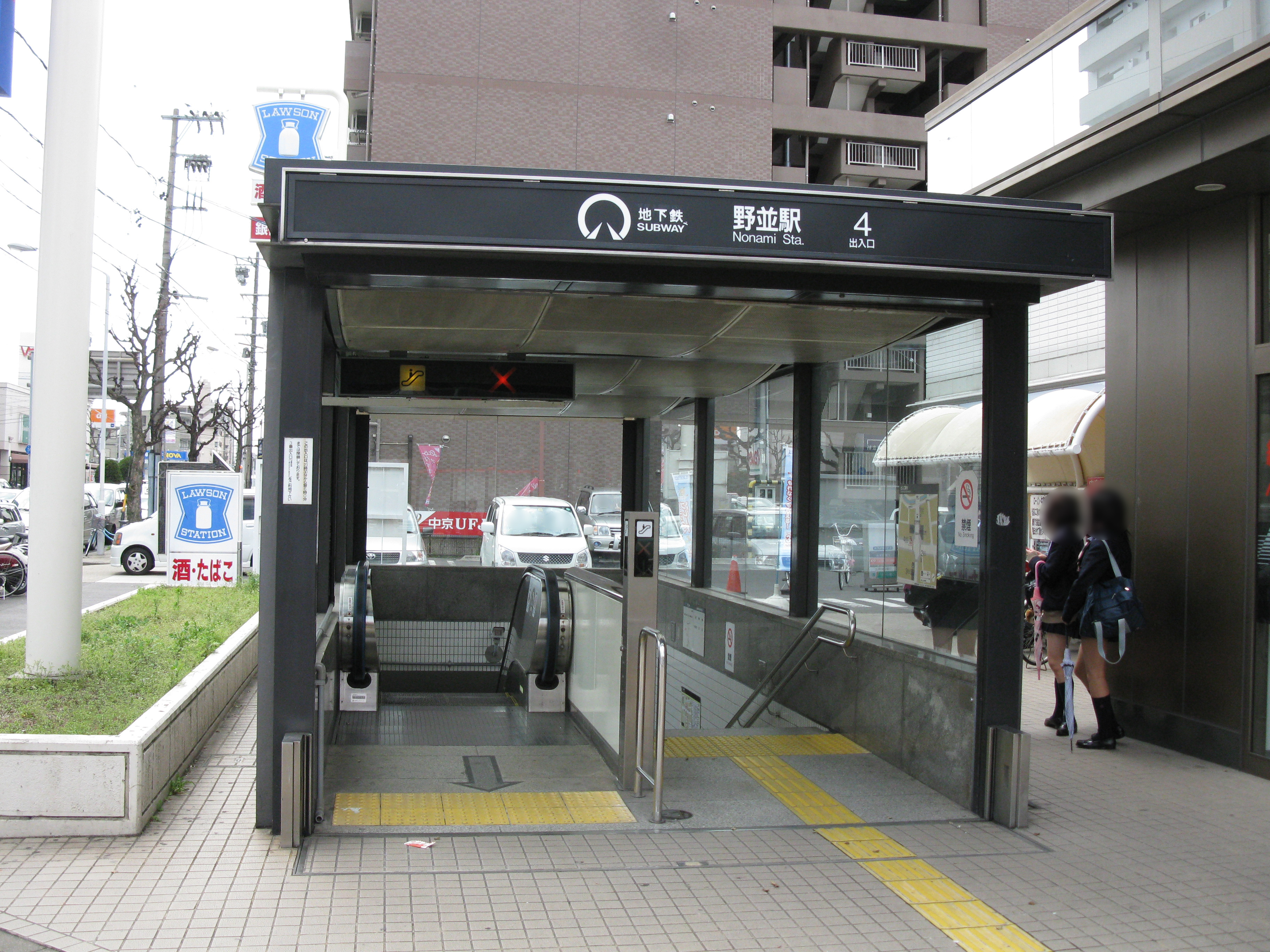
Вихід зі станції «Nonami», Лінія «Sakura-dōri»
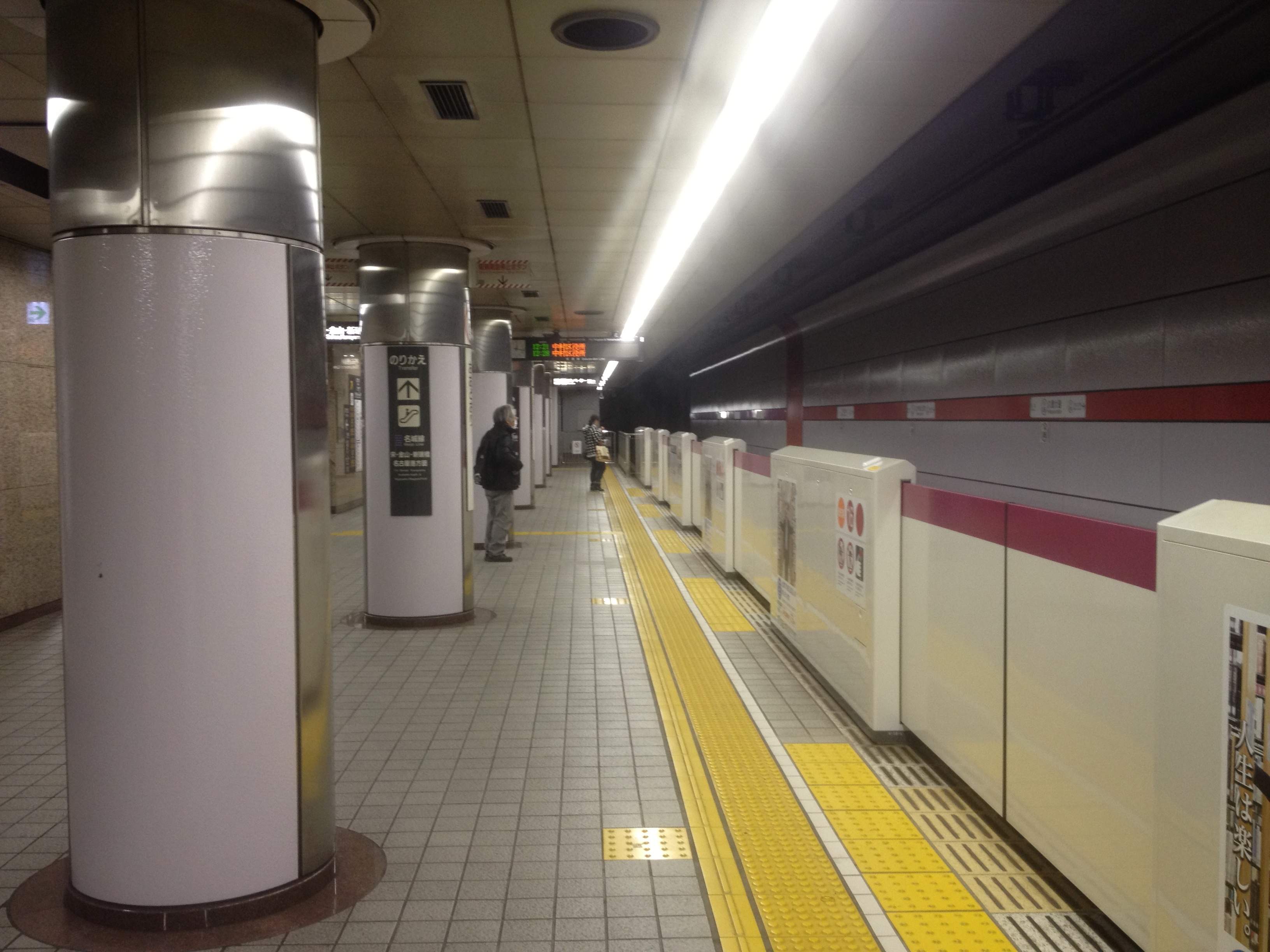
Платформа станції «Hisaya-odori, Лінія «Sakura-dōri»